# Dimos Ilioupoli
Dimos Ilioupoli (Ilioupoli) är en kommun i Grekland.   Den ligger i prefekturen Nomarchía Athínas och regionen Attika, i den sydöstra delen av landet, 7 km sydost om huvudstaden Aten. Antalet invånare är 78 153. Arean är 12,7 kvadratkilometer. Dimos Ilioupoli gränsar till Dhafní.
Terrängen i Dimos Ilioupoli är kuperad åt sydost, men åt nordväst är den platt.